# Rafał Augustyn (Leichtathlet)
Rafał Augustyn (* 14. Mai 1984 in Dębica) ist ein polnischer Geher.

## Sportliche Laufbahn
Rafał Augustyn sammelte ab dem Jahr 2003 erste internationale Wettkampferfahrung im Gehen. 2004 wurde er Polnischer U23-Meister über 20 km. Bei den Polnischen Meisterschaften der Erwachsenen war er bereits zuvor mit Bestzeit von 1:23:49 h auf den vierten Platz gelaufen. 2005 steigerte er sich auf eine Zeit von 1:21:36 h. Im Juli nahm er in Erfurt an den U23-Europameisterschaften teil, bei denen er den vierten Platz belegte. Einen Monat später trat er in der Türkei bei der Universiade und belegte den 13. Platz. 2006 gewann er die Bronzemedaille bei den Polnischen Meisterschaften, bevor er 2007 seinen ersten nationalen Titel gewann. Ein weiterer Titelgewinn folgte 2017. In der Halle wurde er in den Jahren 2009, 2011 und 2021 Polnischer Meister. 2007 steigerte sich Augustyn über 20 km auf eine Bestzeit von 1:22:08. Anschließend trat er im August zunächst zum zweiten Mal bei der Universiade an, bei der er diesmal den 15. Platz belegte. Rund zwei Wochen trat er in Osaka zum ersten Mal bei den Weltmeisterschaften an und belegte bei seinem Debüt den 26. Platz. 2008 war Augustyn zum ersten Mal für die Olympischen Sommerspiele qualifiziert und erreichte in Peking auf dem 29. Rang das Ziel.
2009 trat Augustyn zum dritten Mal bei der Universiade an und erreichte mit dem achten Platz über 20 km sein bestes Ergebnis. Ebenfalls 2009 absolvierte er seinen ersten Wettkampf über 50 km und schaffte auf Anhieb die Qualifikation für die Weltmeisterschaften in Berlin. Dort belegte er den 21. Platz. 2010 nahm er in Barcelona zum ersten Mal an den Europameisterschaften teil und belegte im Wettkampf über 50 km den neunten Platz. 2011 nahm er wieder an den Weltmeisterschaften teil und verbesserte sich auf den 19. Platz. 2012 stellte er im April in der Heimat mit 1:20:53 h seine persönliche Bestzeit über 20 km auf. Im August trat er schließlich bei seinen zweiten Olympischen Sommerspielen an und belegte mit einer Zeit von 1:23:17 h den 28. Platz.
Auch 2013 nahm Augustyn an den Weltmeisterschaften teil. Den Wettkampf über 20 km beendete er auf dem 18. Platz. 2014 steigerte er sich im März über 50 km auf eine Zeit von 3:45:32 h. Im August trat er in Zürich zum zweiten Mal bei den Europameisterschaften an und konnte mit einer Zeit von 3:48:15 h den achten Platz belegen. Fortan fokussierte er sich bevorzugt auf Wettkämpfe über 50 km. Auch 2015, bei den Weltmeisterschaften in Peking, trat er über diese Distanz an. Nachdem er im März neue Bestzeit lief, kam er in Peking nicht in die Nähe dieser Zeit und landete schließlich auf dem 28. Platz. 2016 gewann er im März den Wettkampf Dudinska 50 in der Slowakei mit persönlicher Bestzeit von 3:43:22 h. Im August nahm er in Rio de Janeiro zum dritten Mal an den Olympischen Sommerspielen teil. Wie bei den Weltmeisterschaften blieb er deutlich dort deutlich hinter seiner Bestleistung zurück und belegte schließlich den 22. Platz.
2017 konnte sich Augustyn erneut für die Weltmeisterschaften qualifizieren und erreichte in einer Zeit von 3:44:18 h, verbunden mit dem sechsten Platz, sein bestes Ergebnis bei Weltmeisterschaften. 2018 trat er in Berlin zum dritten Mal bei den Europameisterschaften an und erreichte, ebenfalls als Sechster, sein bestes Resultat bei den Europäischen Titelkämpfen. 2019 trat Augustyn in Doha zum insgesamt sechsten Mal bei den Weltmeisterschaften an und belegte unter extremen Hitze- und Luftfeuchtigkeitsbedingungen den 13. Platz. Er ist für seine vierte Teilnahme an den Olympischen Sommerspielen qualifiziert, konnte den olympischen Wettbewerb, der in Sapporo stattfand, jedoch nicht beenden.
Er wird von seinem Bruder, Krzysztof Augustyn trainiert.

## Wichtige Wettbewerbe
| Jahr              | Veranstaltung             | Ort               | Platz             | Disziplin         | Zeit              |
| Startet für Polen | Startet für Polen         | Startet für Polen | Startet für Polen | Startet für Polen | Startet für Polen |
| ----------------- | ------------------------- | ----------------- | ----------------- | ----------------- | ----------------- |
| 2005              | U23-Europameisterschaften | Erfurt            | 4.                | 20 km Gehen       | 1:25:01 h         |
| 2005              | Universiade               | Izmir             | 13.               | 20 km Gehen       | 1:30:56 h         |
| 2007              | Universiade               | Bangkok           | 15.               | 20 km Gehen       | 1:31:46 h         |
| 2007              | Weltmeisterschaften       | Osaka             | 26.               | 20 km Gehen       | 1:27:54 h         |
| 2008              | Olympische Sommerspiele   | Peking            | 29.               | 20 km Gehen       | 1:24:25 h         |
| 2009              | Universiade               | Belgrad           | 8.                | 20 km Gehen       | 1:23:00 h         |
| 2009              | Weltmeisterschaften       | Berlin            | 21.               | 50 km Gehen       | 3:58:30 h         |
| 2010              | Europameisterschaften     | Barcelona         | 9.                | 20 km Gehen       | 1:22:40 h         |
| 2011              | Weltmeisterschaften       | Daegu             | 19.               | 20 km Gehen       | 1:24:47 h         |
| 2012              | Olympische Sommerspiele   | London            | 28.               | 20 km Gehen       | 1:23:17 h         |
| 2013              | Weltmeisterschaften       | Moskau            | 18.               | 20 km Gehen       | 1:24:03 h         |
| 2014              | Europameisterschaften     | Zürich            | 8.                | 50 km Gehen       | 3:48:15 h         |
| 2015              | Weltmeisterschaften       | Peking            | 28.               | 50 km Gehen       | 3:57:30 h         |
| 2016              | Olympische Sommerspiele   | Rio de Janeiro    | 22.               | 50 km Gehen       | 3:55:01 h         |
| 2017              | Weltmeisterschaften       | London            | 6.                | 50 km Gehen       | 3:44:18 h         |
| 2018              | Europameisterschaften     | Berlin            | 6.                | 50 km Gehen       | 3:51:37 h         |
| 2019              | Weltmeisterschaften       | Doha              | 13.               | 50 km Gehen       | 4:20:25 h         |
| 2021              | Olympische Sommerspiele   | Tokio             |                   | 50 km Gehen       | DNF               |

## Persönliche Bestleistungen
Freiluft
- 5-km-Gehen: 19:26,55 min, 10. September 2011, Krakau
- 10-km-Gehen: 39:47 min, 29. Mai 2010, Krakau
- 20-km-Gehen: 1:20:53 h, 21. April 2012, Zaniemyśl
- 35-km-Gehen: 2:39:26 h, 14. Mai 2022, Opole
- 50-km-Gehen: 3:43:22 h, 19. März 2016, Dudince

Halle
- 5000-m-Bahngehen: 19:16,51 min, 23. Februar 2014, Sopot